# Liste d'élections en 1865
Chronologie des élections
- 1861
- 1862
- 1863
- 1864
- 1865
- 1866
- 1867
- 1868
- 1869

Cet article recense les élections organisées durant l'année 1865.

## Élections nationales en 1865
| Date                          | État        | Élection ou référendum                    | Contexte | Résultat |
| ----------------------------- | ----------- | ----------------------------------------- | -------- | --- |
| 5 juin 1864 - 7 novembre 1865 | États-Unis  | Législatives (chambre (en) et sénat (en)) |          | Cette section est vide, insuffisamment détaillée ou incomplète. Votre aide est la bienvenue ! Comment faire ? |
| 1865                          | Argentine   | Sénatoriales (es)                         |          | Cette section est vide, insuffisamment détaillée ou incomplète. Votre aide est la bienvenue ! Comment faire ? |
| février - 6 juin              | Norvège     | Législatives (en)                         |          | Cette section est vide, insuffisamment détaillée ou incomplète. Votre aide est la bienvenue ! Comment faire ? |
| mai                           | Liberia     | Présidentielle                            |          | Cette section est vide, insuffisamment détaillée ou incomplète. Votre aide est la bienvenue ! Comment faire ? |
| 14 mai                        | Grèce       | Législatives                              |          | Cette section est vide, insuffisamment détaillée ou incomplète. Votre aide est la bienvenue ! Comment faire ? |
| 15 mai                        | Équateur    | Présidentielle (en)                       |          | Cette section est vide, insuffisamment détaillée ou incomplète. Votre aide est la bienvenue ! Comment faire ? |
| 8 juillet                     | Portugal    | Législatives (en)                         |          | Cette section est vide, insuffisamment détaillée ou incomplète. Votre aide est la bienvenue ! Comment faire ? |
| 11 juillet 1865 - 24 juillet  | Royaume-Uni | Générales                                 |          | Cette section est vide, insuffisamment détaillée ou incomplète. Votre aide est la bienvenue ! Comment faire ? |
| 22 - 29 octobre               | Italie      | Législatives                              |          | Cette section est vide, insuffisamment détaillée ou incomplète. Votre aide est la bienvenue ! Comment faire ? |
| 10 novembre - 11 décembre     | Hongrie     | Législatives (en)                         |          | Cette section est vide, insuffisamment détaillée ou incomplète. Votre aide est la bienvenue ! Comment faire ? |
| 28 novembre                   | Pérou       | Présidentielle (en)                       |          | Cette section est vide, insuffisamment détaillée ou incomplète. Votre aide est la bienvenue ! Comment faire ? |
| 28 novembre                   | Pérou       | Plébiscite (en)                           |          | Cette section est vide, insuffisamment détaillée ou incomplète. Votre aide est la bienvenue ! Comment faire ? |
| 1er décembre                  | Espagne     | Générales                                 |          | Cette section est vide, insuffisamment détaillée ou incomplète. Votre aide est la bienvenue ! Comment faire ? |

## Élections en subdivisions nationales en 1865
Cette section concerne les élections législatives dans un État fédéré, une subdivision territoriale ou une colonie d'un État souverain, ainsi que leurs principaux référendums.
| Date                               | Subdivision            | État                     | Élection ou référendum | Contexte     | Résultat |
| ---------------------------------- | ---------------------- | ------------------------ | ---------------------- | ------------ | --- |
| 22 novembre 1864 - 10 janvier 1865 | Nouvelle-Galles du Sud | Empire britannique       | Coloniales (en)        |              | Cette section est vide, insuffisamment détaillée ou incomplète. Votre aide est la bienvenue ! Comment faire ? |
| 9 - 14 janvier                     | Malte                  | Empire britannique       | Générales (en)         |              | Cette section est vide, insuffisamment détaillée ou incomplète. Votre aide est la bienvenue ! Comment faire ? |
| 1865                               | Îles Féroé             | Danemark                 | Générales (en)         |              | Cette section est vide, insuffisamment détaillée ou incomplète. Votre aide est la bienvenue ! Comment faire ? |
| 20 février - 13 mars               | Australie-Méridionale  | Empire britannique       | Coloniales (en)        |              | Cette section est vide, insuffisamment détaillée ou incomplète. Votre aide est la bienvenue ! Comment faire ? |
| 30 mai                             | Danemark               | Danemark                 | Législatives (en)      |              | Cette section est vide, insuffisamment détaillée ou incomplète. Votre aide est la bienvenue ! Comment faire ? |
| 24 juin                            | Nassau                 | Confédération germanique | Législatives (de)      |              | Cette section est vide, insuffisamment détaillée ou incomplète. Votre aide est la bienvenue ! Comment faire ? |
| 7 novembre                         | Terre-Neuve            | Empire britannique       | Générales (en)         | 9e mandature | Cette section est vide, insuffisamment détaillée ou incomplète. Votre aide est la bienvenue ! Comment faire ? |